# Stanimir Stoilov
Stanimir Kolev Stoilov, surnommé Murray (bulgare : СтанимирСтоилов, Мъри) (née le 13 février 1967) est un footballeur bulgare reconverti en entraîneur.

## Biographie
Stoilov a commencé sa carrière au club local du FC Haskovo, où il est resté jusqu'en 1990. Son premier charme au PFK Levski Sofia a joué deux ans, entre juillet 1990 et juin 1992, quand il s'est déplacé au club turc Fenerbahçe SK puis a rejoint le PFK Levski Sofia entre juillet 1994 et juin 1995. Il a alors passé un certain temps au Portugal pour le Campomaiorense et ensuite pour Slavia Sofia avant de retourner au Levski Sofia pour une troisième fois depuis juillet 1998.
En 2004 il est devenu le directeur de l'équipe, menant l'équipe en coupe de l'UEFA en 2005-2006.
Le club est devenu le premier club bulgare à atteindre la Ligue des champions pendant la saison 2006-07.
Il a également mené l'équipe à gagner la coupe nationale en 2005 et 2007, la Supercoupe bulgare en 2005 et 2007 et le championnat national en 2005/2006 et 2006/2007. À la suite de mauvais résultats, il quitte le club en août 2009.

## Note et référence
1. ↑  (en) Former Bulgaria coach Stoilov gets Botev job, guardian.co.uk, 11 décembre 2012